# Marcin Balcerek

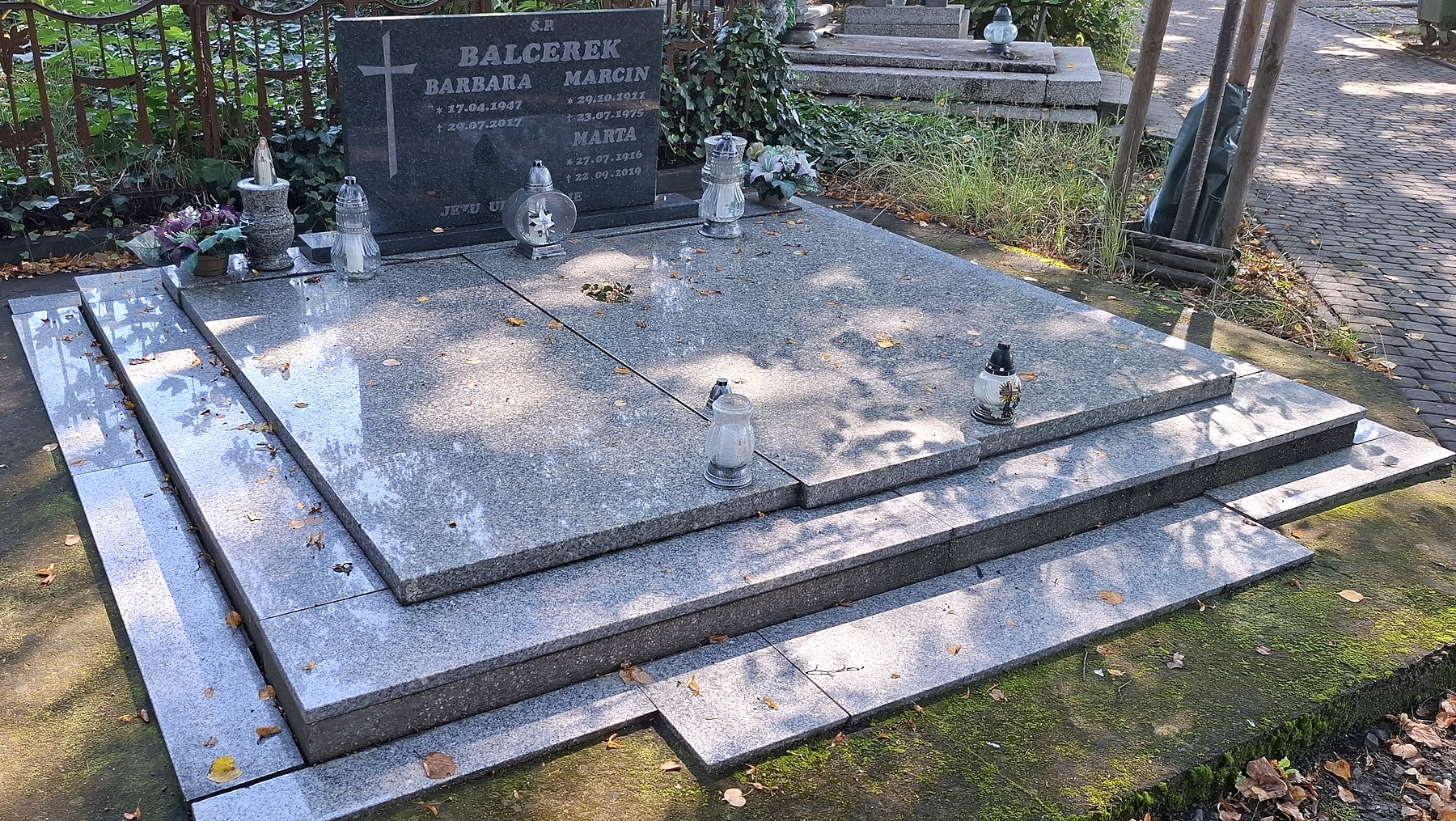
Grób Marcina Balcerka w Prudniku

Marcin Balcerek (ur. 29 października 1911 w Bukowcu, zm. 23 lipca 1975 w Prudniku) – polski nauczyciel, działacz oświatowy, porucznik Wojska Polskiego.

## Życiorys
Urodził się w Bukowcu koło Poznania. Pracę nauczycielską rozpoczął w 1930 w Rudzie Śląskiej. Zmobilizowany do walki w wojnie obronnej Polski w 1939 w randze porucznika. Po internowaniu na Węgrzech przedostał się do Francji, gdzie walczył w szeregach armii francuskiej. Po klęsce Francji w 1940 trafił do niemieckiej niewoli. Osadzony został w oflagu w Saksonii. Uwolniony przez armię amerykańską trafił do Wielkiej Brytanii. Po zakończeniu II wojny światowej, w 1946 wrócił do Polski i wraz z żoną zamieszkał w Prudniku, gdzie współtworzył polskie szkolnictwo.
W 1946 zorganizował Szkołę Podstawową nr 2 w Prudniku, którą kierował do 1959. Został prudnickim radnym oraz przewodniczącym Powiatowej Komisji Oświaty i Kultury. Był członkiem delegacji do ministerstwa w Warszawie ubiegającej się o powstanie nowej szkoły w Prudniku. W latach 1959–1972 był kierownikiem nowej Szkoły Podstawowej nr 4.
Odznaczony Krzyżem Kawalerskim Orderu Odrodzenia Polski. Zmarł 23 lipca 1975. Został pochowany na cmentarzu komunalnym w Prudniku.

## Życie prywatne
Żonaty z Martą, z którą miał dwóch synów: Bogumiła i Wiesława.

## Upamiętnienie

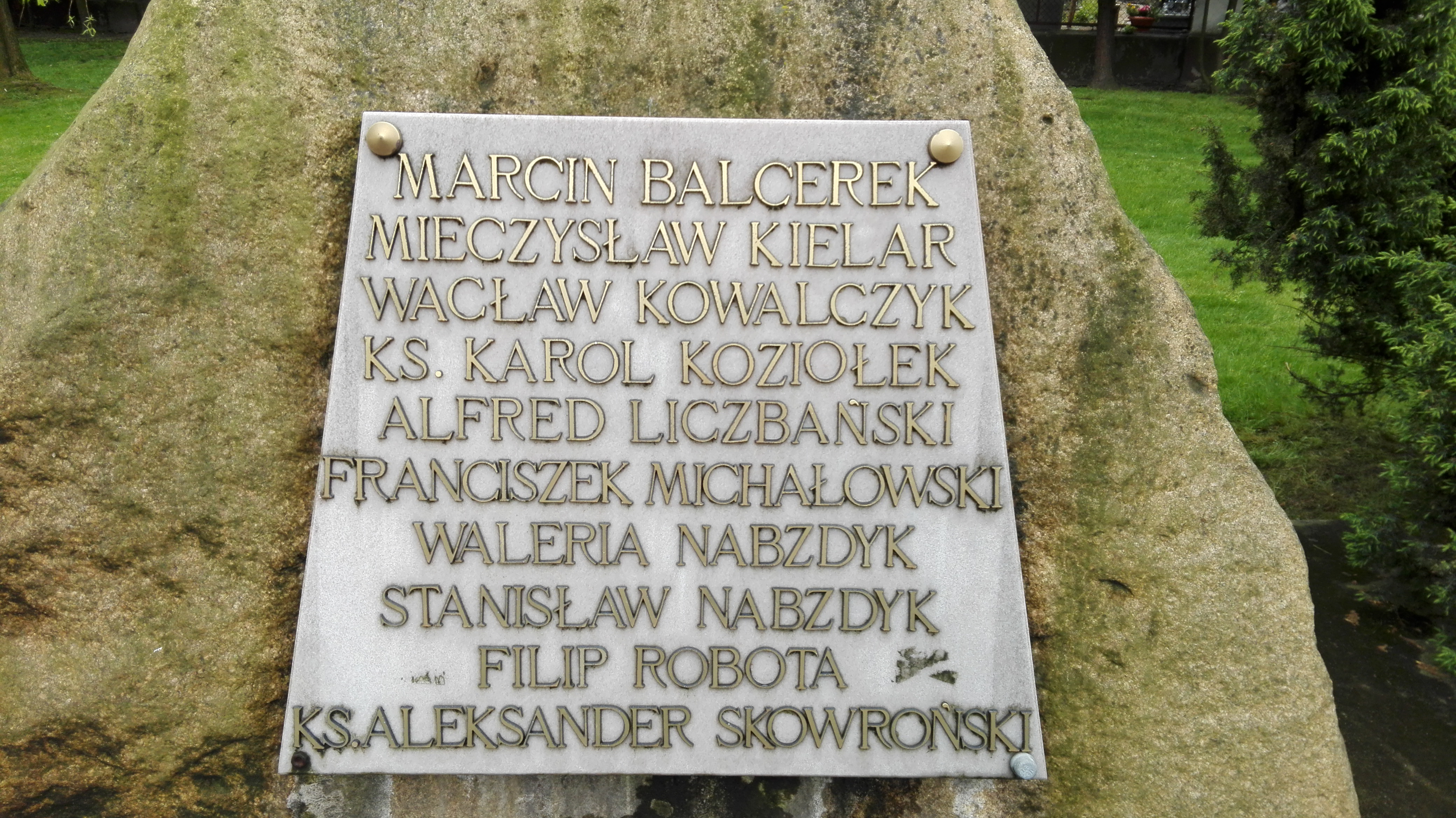
Głaz upamiętniający nauczycieli walczących o polskość Ziemi Prudnickiej

Balcerek jest jedną z osób wpisanych na tablicę na Głazie upamiętniającym nauczycieli walczących o polskość Ziemi Prudnickiej w Prudniku.